# Spondylurus powelli
Spondylurus powelli — вид сцинкоподібних ящірок родини сцинкових (Scincidae). Мешкає на Карибах. Описаний у 2012 році.

## Поширення і екологія
Spondylurus powelli мешкають на острові Ангілья, а також на островах Дог, Тінтамарре і Сен-Бартелемі. Ймовірно, раніше вони також мешкали на острові Сен-Мартен, однак пошуки виду на цьому острові не дали результатів. Spondylurus powelli живуть в кактусових заростях та серед скель, трапляються поблизу людських поселень.

## Збереження
МСОП класифікує цей вид як такий, що перебуває під загрозою зникнення. Spondylurus powelli загрожує хижацтво з боку інтродукованих щурів.